# 菊沢隆仁
菊沢 隆仁（きくざわ たかひと、1973年8月3日 - ）は、千葉県出身の現調教助手・元騎手。
元騎手で調教師の菊沢隆徳は実兄。JRA所属の騎手菊沢一樹は甥にあたる。
戸籍上の表記は「菊澤」。

## 来歴
1989年に競馬学校騎手課程第8期生として入学し、同期には後藤浩輝・上村洋行・小林淳一・高橋康之・橋本美純・横山義行・吉永護がいる。1990年にはアイネスフウジンが逃げ切った第57回東京優駿を見学したが、競馬学校から電車で来ると、とにかく観客の数に驚かされた。パドックではどの馬が格好いいなどファン目線での話をしながら、ダービーに乗る先輩騎手の一挙手一投足を見ていた。レースはゴール前の厩舎関係者席で観戦し、ファンファーレと共に地鳴りのような歓声が響き、夢中で見ていたダービーはあっという間に終わった。満員のスタンドから「ナカノコール」が沸きおこると、菊沢ら8人は言葉を失い、ただ圧倒されていた。
1992年に栗東・工藤嘉見厩舎からデビューし、3月1日の阪神第2競走4歳未勝利・ブルーオレンジ（12頭中7着）で初騎乗を果たすと、同22日中京第6競走4歳以上500万下・サンヨウサミーで初勝利を挙げる。暮れにはウインターステークス・チェリーコウマンで重賞初騎乗を果たし、人気薄ながら後方から押し上げると、ナリタハヤブサ・ミスタートウジンら強豪を抑えて波乱を演出した。グレード制導入後初の重賞初騎乗初制覇を挙げるが、その後は重賞を勝つことはできなかった。
1年目の同年から2桁の16勝を挙げ、1999年まで8年連続2桁勝利を記録。2年目の1993年には自己最多の23勝を挙げるが、3年目の1994年以降は10勝台に落ち着いた。
重賞には手が届かなかったが、カミノマジックとのコンビで中長距離路線を活躍。1995年にはオールカマー・京都大賞典で共にヒシアマゾンの3着、1996年には朝日チャレンジカップ・京都大賞典で共にマーベラスサンデーの3着に入る。同馬では1996年6月15日の阪神第11競走エメラルドステークスでステージチャンプを破り、芝2500m日本レコード2分30秒4を樹立。
1997年9月14日の札幌第11競走タイムス杯・カミノクレモナで通算100勝を挙げ、兄の隆徳が騎乗するカネトシシェーバーが2着に入って兄弟ワンツーとなった。1998年に阪神で行われた北九州記念では14頭中9番人気のマチカネヤマビコに騎乗し、12番人気で逃げ切ったトウショウオリオンの2着に突っ込んで馬連万馬券を演出するが、勝ったトウショウオリオンに騎乗した池添謙一は菊沢と同じ重賞初騎乗初制覇であった。
1999年の函館記念では16頭中16番人気のマチカネヤマビコで10番人気エイシンガイモンとクビ差の3着に突っ込み、ウイングアローの主戦騎手としても活躍。プロキオンステークスでは10番人気ながら最後方から3着に突っ込むと、マイルチャンピオンシップ南部杯ではニホンピロジュピタ・キョウエイマーチと三強を形成して3着と一角を守り、東海ウインターステークスと浦和記念では共に2着とした。
2000年からは師匠である工藤の定年に伴い、清水久雄厩舎へ移籍。2000年からは1桁勝利が続くが、JRA最多出走記録を保持するハートランドヒリュの主戦として活躍。2003年3月8日の中京第11競走中京スポーツ杯では16頭中14番人気で後方から突っ込み、後に重賞3勝を挙げるマイネルアムンゼンをクビ差抑える2着と好走。続く同23日の中京第11競走名鉄杯では追い込み決まって3年ぶりの勝利に導くが、ハートランドヒリュにとっては最後の勝利となり、菊沢にとっては同年唯一の勝利となった。その後も中京では2着1回、3着1回と好走した。
2004年も1勝に終わり、2005年は7月3日の阪神第10競走加古川特別で平地時代のマルカラスカルに騎乗して勝利すると、同10日の阪神第6競走3歳以上500万下を15頭中12番人気のヒカリアイで2勝目を挙げるが、これが最後の勝利となった。同馬に騎乗した小倉第12競走3歳以上500万下（18頭中12着）が最後の騎乗となり、31日引退。
引退後は清水厩舎の調教助手へ転身したが、2006年2月に清水が調教師を勇退したため、大根田裕之厩舎に移籍している。

## 騎手成績
| 通算成績 | 1着 | 2着 | 3着 | 4着以下 | 出走回数 | 勝率 | 連対率 |
| -------- | --- | --- | --- | ------- | -------- | ---- | ------ |
| 平地     | 145 | 189 | 225 | 2312    | 2871     | .051 | .116   |

### 主な騎乗馬
- チェリーコウマン（1992年ウインターステークス）

その他
- ウイングアロー
- オースミレパード
- ハートランドヒリュ

## 関連人物
- 菊沢隆徳（元騎手、実兄）
- 工藤嘉見 （元調教師、デビュー時に所属した師匠）
- 南井克巳 （調教師、元騎手で兄弟子）
- 清水久雄 （元調教師、騎手・調教助手として厩舎に所属）
- 大根田裕之 （調教師、現在の所属厩舎）